# Peter Post
Peter Post (12. november 1933 – 14. januar 2011) var en hollandsk cykelrytter, hvis karriere varede fra 1956 til 1972. Post deltog i landevejs- og banecykling. Som en rytter huskes han bedst for seksdagsløb, hvor han deltog i 155 løb og vandt 65. På grund af denne succes var han kendt som "De Keizer van de Zesdaagse" eller "Kejseren af de Seks Dage". I landevejscykling var hans største bedrifter at vinde Paris–Roubaix i 1964 og at blive hollandsk mester i 1963. Han var på podiet tre gange i La Flèche Wallonne, men vandt aldrig løbet. Posts andet kaldenavn var "de Lange" eller "Big Man", fordi han var høj af en cykelrytter at være. Efter han stoppede sin aktive karriere, havde han succes som sportsdirektør. Peter Post døde i Amsterdam den 14. januar 2011.

## Landevejskarriere
Post blev professionel i 1956 hos det lille hollandske hold, R.I.H.  Han kørte de første par år med Gerrit Schulte, en banerytter, der også kørte på landevejen og blev en inspiration for ham. Bemærkelsesværdige tidlige karrieresucceser på landevejen kom, da han vandt Ronde van Nederland i 1960 og Deutschland Tour i 1962. I 1963 blev han hollandsk mester i landevejscykling, såvel som vinde Belgien Rundt.
I 1964 havde Post sit bedste øjeblik i landevejscykling, da han blev den første hollænder til at vinde Paris–Roubaix. Løbet blev kørt i højt tempo fra start og favoritterne Rik Van Looy, Raymond Poulidors og Rudi Altig var fanget af det hurtige tempo, og gik glip af det afgørende udbrud ved Arras. Posts holdkammerat, Willy Bocklant, var i udbruddet og ofrede sine chancer ved at holde tempoet højt for sin kaptajn. Fem ryttere kom ind på velodromen i Roubaix, hvor Post vandt spurten ved at slå verdensmesteren Benoni Beheyt på mållinjen. Det høje tempo sikres, at Post blev også tildelt Ruban Jaune for den højeste gennemsnitshastighed i en klassiker, det 265 km lange løb med en hastighed på 45,131 km/t. Denne rekord fra 1964, stod som den hurtigste Paris–Roubaix, frem til Greg van Avermaets sejr i 2017, da han kørte 45,204 km/t
Post var tilfreds med sejren, men som altid var han forretningsmand, og hans glæde blev øget, da han indså, at hans løn for at deltage i seksdagsløbene om vinteren ville være øget. I 1965 deltog Post for første og eneste gang i Tour de France, men han udgik før de nåede Paris (Han har efterfølgende erkendt, at han havde brugt doping i Tour de France.) Hans kun andet bemærkelsesværdigt resultat på landevejen kom i 1967, da han var sluttede som nummer to efter Eddy Merckx i La Flèche Wallonne, men han havde sejre i mindre løb. Post blev kåret som årets hollandske sportsmand i 1964 og året hollandske cykelrytter i 1963 og 1970.

## Karriere på banen
Post kørte sit første seksdagsløb i 1956, og hans første sejr kom i 1957 i Chicago, hvor han kørte sammen med Harm Smits. Post havde tre partnere, med hvem han havde mest succes. I 1960 var han gået sammen med Rik Van Looy og vandt ti gange. I 1963 dannede han sit mest succesfulde partnerskab med schweizeren Fritz Pfenninger og de fik 19 sejre indtil 1967, hvor Post sluttede sig til belgieren Patrick Sercu, med hvem han fik 14 sejre op frem til 1971 og hans 65. og sidste seksdagsløbssejr i Frankfurt. Posts 65 seksdagessejre var rekord i et par år, efter han slog Rik Van Steenbergens 40 sejre i Milanos seksdagsløb i 1968, i et samarbejde med Gianni Motta. Men siden da har René Pijnen (72 sejre), Danny Clark (74 sejre) og Patrick Sercu (88 sejre) har alle slået Posts total, og Sercu er den nye rekordindehaver.
Post vandt det hollandske mesterskab i forfølgelsesløb seks gange mellem 1957 og 1963. Han vandt 14 europæiske banetitler (for det meste madison og derny løb). I 1965 i Antwerpen satte han derny-paced timerekord på 63,783 km, hvorved han slog Stan Ockers' rekord, der havde stået i ni år.

## Efter karrierestop
Post stoppede som aktiv cykelrytter i 1972 og blev sportsdirektør på TI–Raleighteam i 1974. Han var en tidligere rytter kendte til cyklingen indefra, men også en snu forretningsmand, der kunne forhandle med sponsorer. Post havde et ry for at være hårdt mod rytterne, men hans succes med TI–Raleigh var usædvanlig. Post havde ryttere som Hennie Kuiperbælte, Gerrie Knetemann, Jan Raas og Joop Zoetemelk (alle hollandske), en af de bedste trupper i verden i et årti. Mest imponerende var 1980-udgaven af Tour de France. TI–Raleighteam vundet 11 etaper og Joop Zoetemelk vandt samlet.
I 1983 trak Raleigh sig ud af sponsoratet og Post fandt en ny sponsor i Panasonic. Succesen fortsatte, denne gang hovedsagelig med ikke-hollandske ryttere som Phil Anderson, Eric Vanderaerden, Erik Breukink, Viatcheslav Ekimov, Olaf Ludwig og Maurizio Fondriest. Efter Panasonics tilbagetrækning, styrede Post Histor og derefter Novemail-holdene, inden han forlod cykling i 1995. Han er rangeret som den næstmest succesfulde sportsdirektør efter Lomme Driessens. Post vendte tilbage til cykling som rådgiver for Rabobank i 2005. Han døde den 14. januar 2011.

## Seksdagsløbssejre
| Nr. | År     | Arene     | Partner                          |
| --- | ------ | --------- | -------------------------------- |
| 1   | 1957   | Chicago   | Harm Smits                       |
| 2   | 1959   | Antwerpen | Gerrit Schulte and Klaus Bugdahl |
| 3   | 1959   | Bruxelles | Gerrit Schulte                   |
| 4   | 1959   | Münster   | Lucien Gillen                    |
| 5   | 1960   | Antwerpen | Gerrit Schulte                   |
| 6   | 1960   | Berlin    | Rik Van Looy                     |
| 7   | 1960   | Gent      | Rik Van Looy                     |
| 8   | 1961   | Köln      | Rik Van Looy                     |
| 9   | 1961   | Antwerpen | Rik Van Looy and Willy Vannitsen |
| 10  | 1961   | Bruxelles | Rik Van Looy                     |
| 11  | 1961   | Gent      | Rik Van Looy                     |
| 12  | 1962-1 | Berlin    | Rik Van Looy                     |
| 13  | 1962   | Antwerpen | Rik Van Looy                     |
| 14  | 1962   | Dortmund  | Rik Van Looy                     |
| 15  | 1963   | Köln      | Fritz Pfenninger                 |
| 16  | 1963   | Milano    | Ferdinando Terruzzi              |
| 17  | 1963   | Bruxelles | Fritz Pfenninger                 |
| 18  | 1963   | Zürich    | Fritz Pfenninger                 |
| 19  | 1964   | Köln      | Hans Junkermann                  |
| 20  | 1964   | Antwerpen | Fritz Pfenninger and Noël Foré   |
| 21  | 1964-2 | Berlin    | Fritz Pfenninger                 |
| 22  | 1964   | Bruxelles | Fritz Pfenninger                 |
| 23  | 1964   | Zürich    | Fritz Pfenninger                 |
| 24  | 1965-1 | Berlin    | Fritz Pfenninger                 |
| 25  | 1965   | Essen     | Rik Van Steenbergen              |
| 26  | 1965   | Antwerpen | Klaus Bugdahl and Jan Janssen    |
| 27  | 1965   | Dortmund  | Fritz Pfenninger                 |
| 28  | 1965   | Bruxelles | Tom Simpson                      |
| 29  | 1965   | Zürich    | Fritz Pfenninger                 |
| 30  | 1966   | Essen     | Fritz Pfenninger                 |
| 31  | 1966   | Milano    | Gianni Motta                     |
| 32  | 1966   | Antwerpen | Fritz Pfenninger and Jan Janssen |
| 33  | 1966   | Gent      | Fritz Pfenninger                 |
| 34  | 1966   | Amsterdam | Fritz Pfenninger                 |
| 35  | 1967   | Bremen    | Fritz Pfenninger                 |

| Nr. | Year   | Venue     | Partner                          |
| --- | ------ | --------- | -------------------------------- |
| 36  | 1967   | Essen     | Fritz Pfenninger                 |
| 37  | 1967   | Antwerpen | Fritz Pfenninger and Jan Janssen |
| 38  | 1967   | Milano    | Gianni Motta                     |
| 39  | 1967-2 | Berlin    | Klaus Bugdahl                    |
| 40  | 1967   | Frankfurt | Fritz Pfenninger                 |
| 41  | 1968   | Milano    | Gianni Motta                     |
| 42  | 1968   | Rotterdam | Patrick Sercu                    |
| 43  | 1968   | London    | Patrick Sercu                    |
| 44  | 1968-2 | Berlin    | Wolfgang Schulze                 |
| 45  | 1968   | Gent      | Leo Duyndam                      |
| 46  | 1969   | Bremen    | Patrick Sercu                    |
| 47  | 1969   | Antwerpen | Patrick Sercu and Rik Van Looy   |
| 48  | 1969   | Rotterdam | Romain Deloof                    |
| 49  | 1969   | London    | Patrick Sercu                    |
| 50  | 1969   | Dortmund  | Patrick Sercu                    |
| 51  | 1969   | Frankfurt | Patrick Sercu                    |
| 52  | 1969   | Amsterdam | Romain Deloof                    |
| 53  | 1970   | Köln      | Patrick Sercu                    |
| 54  | 1970   | Bremen    | Patrick Sercu                    |
| 55  | 1970   | Antwerpen | René Pijnen and Klaus Bugdahl    |
| 56  | 1970   | Groningen | Jan Janssen                      |
| 57  | 1970   | London    | Patrick Sercu                    |
| 58  | 1970   | Bruxelles | Jack Mourioux                    |
| 59  | 1970   | Zürich    | Fritz Pfenninger and Erich Spahn |
| 60  | 1971   | Rotterdam | Patrick Sercu                    |
| 61  | 1971-1 | Grenoble  | Alain van Lancker                |
| 62  | 1971   | Antwerp   | René Pijnen and Leo Duyndam      |
| 63  | 1971   | London    | Patrick Sercu                    |
| 64  | 1971   | Berlin    | Patrick Sercu                    |
| 65  | 1971   | Frankfurt | Patrick Sercu                    |